# ديريك جونز
ديريك جونز (بالإنجليزية: Derek Jones)‏ (24 أبريل 1929 ليتل سوتون المملكة المتحدة - 26 أكتوبر 2006 المملكة المتحدة) هو لاعب كرة قدم بريطاني.